# Cronologia della scoperta di pianeti e satelliti del Sistema solare
La cronologia della scoperta di pianeti e satelliti del Sistema solare mostra l'evoluzione delle scoperte dei corpi celesti nel Sistema solare nel corso dei secoli.
Storicamente il nome dei corpi celesti non viene deciso quando il corpo celeste viene individuato ma solo successivamente.
Nella tabella seguente i satelliti planetari sono indicati in grassetto (per esempio Luna), i pianeti maggiori e minori che ruotano intorno al Sole sono indicati in corsivo (per esempio Terra). La tabella è ordinata per data di pubblicazione/annuncio della scoperta. Le date sono indicate con la seguente simbologia:
- i per le date dalle prime immagini (fotografie, etc)
- o per le date che indicano la prima osservazione visuale umana tramite telescopio o fotografie.
- p per le date della prima pubblicazione

In alcuni casi, la data è incerta e viene evidenziata con un interrogativo (?).
Nota: le lune contrassegnate con un asterisco (*) hanno avuto una scoperta travagliata, che a volte ha richiesto molti anni per essere confermata; in diversi casi le lune furono perse dopo la loro individuazione e riscoperte in seguito, in altri casi sono state localizzate vagliando vecchie immagini delle missioni Voyager, molti anni dopo la loro ripresa.

## Legenda dei colori
I pianeti e i satelliti naturali sono segnalati con i seguenti colori:
Pianeti
     Mercurio
     Venere
     Terra e satellite
     Marte e satelliti
     Giove e satelliti
     Saturno e satelliti 
     Urano e satelliti 
     Nettuno e satelliti 
Pianeti nani
     Cerere
     Plutone e satelliti
     Haumea e satelliti
     Makemake
     Eris e satellite

## Preistoria
| Preistoria | Preistoria | Preistoria           | Preistoria | Preistoria |
| Nome       | Immagine   | Pianeta/Designazione | Riferimenti/Note |            |
| ---------- | ---------- | -------------------- | --- | ---------- |
| Sole       |            | Stella               | Nel sistema geocentrico la Terra si trova al centro del cosmo. Sette pianeti sono posti in orbita attorno alla Terra, i pianeti sono disposti a distanza crescente dalla Terra, come definito per la prima volta dalla Stoicismo Greco questi sono Luna, Mercurio, Venere, Sole, Marte, Giove e Saturno. Questa lista include due oggetti, il Sole e la Luna che non sono considerati pianeti ed esclude la Terra. |            |
| Mercurio   |            | 1º Pianeta           | Nel sistema eliocentrico di Niccolò Copernico (De Revolutionibus Orbium Coelestium, 1543) la Terra viene considerata un pianeta che ruota come gli altri pianeti attorno al Sole. Questo sistema considera i pianeti a seconda della distanza del Sole e li classifica secondo questo ordine: Mercurio, Venere, Terra, Marte, Giove e Saturno. Il Sole non viene più considerato un pianeta.                       |            |
| Venere     |            | 2º Pianeta           | Nel sistema eliocentrico di Niccolò Copernico (De Revolutionibus Orbium Coelestium, 1543) la Terra viene considerata un pianeta che ruota come gli altri pianeti attorno al Sole. Questo sistema considera i pianeti a seconda della distanza del Sole e li classifica secondo questo ordine: Mercurio, Venere, Terra, Marte, Giove e Saturno. Il Sole non viene più considerato un pianeta.                       |            |
| Terra      |            | 3º Pianeta           | Nel sistema eliocentrico di Niccolò Copernico (De Revolutionibus Orbium Coelestium, 1543) la Terra viene considerata un pianeta che ruota come gli altri pianeti attorno al Sole. Questo sistema considera i pianeti a seconda della distanza del Sole e li classifica secondo questo ordine: Mercurio, Venere, Terra, Marte, Giove e Saturno. Il Sole non viene più considerato un pianeta.                       |            |
| Marte      |            | 4º Pianeta           | Nel sistema eliocentrico di Niccolò Copernico (De Revolutionibus Orbium Coelestium, 1543) la Terra viene considerata un pianeta che ruota come gli altri pianeti attorno al Sole. Questo sistema considera i pianeti a seconda della distanza del Sole e li classifica secondo questo ordine: Mercurio, Venere, Terra, Marte, Giove e Saturno. Il Sole non viene più considerato un pianeta.                       |            |
| Giove      |            | 5º Pianeta           | Nel sistema eliocentrico di Niccolò Copernico (De Revolutionibus Orbium Coelestium, 1543) la Terra viene considerata un pianeta che ruota come gli altri pianeti attorno al Sole. Questo sistema considera i pianeti a seconda della distanza del Sole e li classifica secondo questo ordine: Mercurio, Venere, Terra, Marte, Giove e Saturno. Il Sole non viene più considerato un pianeta.                       |            |
| Saturno    |            | 6º Pianeta           | Nel sistema eliocentrico di Niccolò Copernico (De Revolutionibus Orbium Coelestium, 1543) la Terra viene considerata un pianeta che ruota come gli altri pianeti attorno al Sole. Questo sistema considera i pianeti a seconda della distanza del Sole e li classifica secondo questo ordine: Mercurio, Venere, Terra, Marte, Giove e Saturno. Il Sole non viene più considerato un pianeta.                       |            |
| Luna       |            | Terra I              | Nel sistema copernicano la Luna non viene più considerata un pianeta ma un satellite naturale della Terra e l'unico oggetto celeste del sistema solare che non ruota intorno al Sole. |            |

## XVII secolo
| XVII secolo                         | XVII secolo | XVII secolo | XVII secolo                                                                          | XVII secolo |
| Data                                | Nome        | Immagine    | Pianeta/Designazione                                                                 | Riferimenti/Note |
| ----------------------------------- | ----------- | ----------- | ------------------------------------------------------------------------------------ | --- |
| 1610                                |             |             |                                                                                      | |
| o: 7 gennaio 1610 p: 13 marzo 1610  | Callisto    |             | Giove IV                                                                             | Galileo. I Satelliti medicei. Note: Una delle lune fu segnalata dall'astronomo cinese Gan De nel 364 a.C. I satelliti medicei furono i primi corpi celesti della quale venne confermata l'orbita non intorno alla Terra.                                     |
| o: 7 gennaio 1610 p: 13 marzo 1610  | Io          |             | Giove I                                                                              | Galileo. I Satelliti medicei. Note: Una delle lune fu segnalata dall'astronomo cinese Gan De nel 364 a.C. I satelliti medicei furono i primi corpi celesti della quale venne confermata l'orbita non intorno alla Terra.                                     |
| o: 7 gennaio 1610 p: 13 marzo 1610  | Europa      |             | Giove II                                                                             | Galileo. I Satelliti medicei. Note: Una delle lune fu segnalata dall'astronomo cinese Gan De nel 364 a.C. I satelliti medicei furono i primi corpi celesti della quale venne confermata l'orbita non intorno alla Terra.                                     |
| o: 11 gennaio 1610 p: 13 marzo 1610 | Ganimede    |             | Giove III                                                                            | Galileo. I Satelliti medicei. Note: Una delle lune fu segnalata dall'astronomo cinese Gan De nel 364 a.C. I satelliti medicei furono i primi corpi celesti della quale venne confermata l'orbita non intorno alla Terra.                                     |
| 1650                                |             |             |                                                                                      | |
| o: 25 marzo 1655 p: 5 marzo 1656    | Titano      |             | Saturno VI Saturno II (1673–1684), Saturno IV (1686–1789)                            | Huygens. La prima menzione del satellite fu fatta in un anagramma inviato il 13 giugno 1655. In seguito pubblicò la scoperta in De Saturni luna Observatio Nova e in Systema Saturnium (luglio 1659).                                                        |
| 1670                                |             |             |                                                                                      | |
| o: 25 ottobre 1671 p: 1673          | Giapeto     |             | Saturno VIII Saturno III (1673–1684), Saturno V (1686–1789), Saturno VII (1789–1848) | Cassini |
| o: 23 dicembre 1672 p: 1673         | Rea         |             | Saturno V Saturno I (1673–1684), Saturno III (1686–1789)                             | Cassini |
| 1680                                |             |             |                                                                                      | |
| o: 21 marzo 1684 p: 22 aprile 1686  | Teti        |             | Saturno III Saturno I (1686–1789)                                                    | Cassini. Assieme alle sue due precedente scoperte Cassini chiamò i satelliti Sidera Lodoicea. Nel suo lavoro Kosmotheôros (pubblicato postumo nel 1698), Christiaan Huygens riferì che Giove aveva quattro satelliti e Saturno cinque lune nella sua orbita. |
| o: 21 marzo 1684 p: 22 aprile 1686  | Dione       |             | Saturno IV Saturno II (1686–1789)                                                    | Cassini. Assieme alle sue due precedente scoperte Cassini chiamò i satelliti Sidera Lodoicea. Nel suo lavoro Kosmotheôros (pubblicato postumo nel 1698), Christiaan Huygens riferì che Giove aveva quattro satelliti e Saturno cinque lune nella sua orbita. |
| Data                                | Nome        | Immagine    | Pianeta/Designazione                                                                 | Riferimenti/Note |

## XVIII secolo
| XVIII secolo                             | XVIII secolo | XVIII secolo | XVIII secolo         | XVIII secolo |
| Data                                     | Nome         | Immagine     | Pianeta/Designazione | Riferimenti/Note |
| ---------------------------------------- | ------------ | ------------ | -------------------- | --- |
| 1780                                     |              |              |                      | |
| o: 13 marzo 1781 p: 26 aprile 1781       | Urano        |              | 7º Pianeta           | William Herschel fu il primo a riferire della scoperta del nuovo pianeta il 26 aprile 1781. Inizialmente venne identificato come una cometa. |
| o: 11 gennaio 1787 p: 15 febbraio 1787   | Titania      |              | Urano III            | Herschel. In seguito parlò di quattro nuovi satelliti.                                                                                       |
| o: 11 gennaio 1787 p: 15 febbraio 1787   | Oberon       |              | Urano IV             | Herschel. In seguito parlò di quattro nuovi satelliti.                                                                                       |
| o: 28 agosto 1789 p: 12 novembre 1789    | Encelado     |              | Saturno II           | Herschel |
| o: 17 settembre 1789 p: 12 novembre 1789 | Mimas        |              | Saturno I            | Herschel |
| Data                                     | Nome         | Immagine     | Pianeta/Designazione | Riferimenti/Note |

## XIX secolo
| XIX secolo                               | XIX secolo | XIX secolo | XIX secolo                                             | XIX secolo |
| Data                                     | Nome       | Immagine   | Pianeta/Designazione                                   | Riferimenti/Note |
| ---------------------------------------- | ---------- | ---------- | ------------------------------------------------------ | --- |
| 1800                                     |            |            |                                                        | |
| o: 1º gennaio 1801 p: 24 gennaio 1801    | Cerere     |            | 8º Pianeta (1801) Asteroide (1851) Pianeta nano (2006) | Giuseppe Piazzi. Annunciò la scoperta il 24 gennaio 1801 in una lettera. La prima pubblicazione della scoperta avvenne nel settembre 1801 su Monatliche Correspondenz. |
| 1840                                     |            |            |                                                        | |
| o: 23 settembre 1846 p: 13 novembre 1846 | Nettuno    |            | 13º Pianeta (1846) 8º Pianeta (1851)                   | Galle e Le Verrier |
| o: 10 ottobre 1846 p: 13 novembre 1846   | Tritone    |            | Nettuno I                                              | Lassell |
| o: 16 settembre 1848 p: Ottobre 1848     | Iperione   |            | Saturno VII                                            | Bond, Bond, Lassell |
| 1850                                     |            |            |                                                        | |
| o: 24 ottobre 1851                       | Ariel      |            | Urano I                                                | Lassell |
| o: 24 ottobre 1851                       | Umbriel    |            | Urano II                                               | Lassell |
| 1870                                     |            |            |                                                        | |
| o: 12 agosto, 1877                       | Deimos     |            | Marte II                                               | Hall |
| o: 18 agosto 1877                        | Fobos      |            | Marte I                                                | Hall |
| 1890                                     |            |            |                                                        | |
| o: 9 settembre 1892 p: 4 ottobre 1892    | Amaltea    |            | Giove V                                                | Barnard |
| i: 16 agosto, 1898 o: 17 marzo 1899      | Febe       |            | Saturno IX                                             | Pickering |
| Data                                     | Nome       | Immagine   | Pianeta/Designazione                                   | Riferimenti/Note |

## Prima metà XX secolo
| Prima metà XX secolo                                       | Prima metà XX secolo          | Prima metà XX secolo | Prima metà XX secolo                  | Prima metà XX secolo |
| Data                                                       | Nome                          | Immagine             | Pianeta/Designazione                  | Riferimenti/Note     |
| ---------------------------------------------------------- | ----------------------------- | -------------------- | ------------------------------------- | -------------------- |
| 1900                                                       |                               |                      |                                       |                      |
| i: 3 dicembre 1904 p: 6 gennaio 1905                       | Imalia (Estia 1955-1975)      |                      | Giove VI                              | Perrine              |
| i: 2 gennaio 1905 p: 27 febbraio 1905                      | Elara (Era 1955-1975)         |                      | Giove VII                             | Perrine              |
| i: 27 gennaio, 1908 o: 28 febbraio 1908 p: 1º marzo-6 1908 | Pasifae (Poseidone 1955-1975) |                      | Giove VIII                            | Melotte              |
| 1910                                                       |                               |                      |                                       |                      |
| i: 21 luglio 1914 p: 17 settembre, 1914                    | Sinope (Ade 1955-1975)        |                      | Giove IX                              | Nicholson            |
| 1930                                                       |                               |                      |                                       |                      |
| i: 23 gennaio 1930 o: 18 febbraio 1930 p: 13 marzo 1930    | Plutone                       |                      | 9º Pianeta (1930) Pianeta nano (2006) | Tombaugh             |
| i: 6 luglio, 1938 p: agosto 1938                           | Lisitea (Demetra 1955-1975)   |                      | Giove X                               | Nicholson            |
| i: 30 luglio, 1938 p: agosto 1938                          | Carme (Pan 1955-1975)         |                      | Giove XI                              | Nicholson            |
| 1940                                                       |                               |                      |                                       |                      |
| i: 16 febbraio, 1948 p: giugno 1949                        | Miranda                       |                      | Urano V                               | Kuiper               |
| i: 1º maggio, 1949 p: agosto 1949                          | Nereide                       |                      | Nettuno II                            | Kuiper               |
| 1950                                                       |                               |                      |                                       |                      |
| i: 28 settembre, 1951 p: dicembre 1951                     | Ananke (Adrastea 1955-1975)   |                      | Giove XII                             | Nicholson            |
| Data                                                       | Nome                          | Immagine             | Pianeta/Designazione                  | Riferimenti/Note     |

## Seconda metà XX secolo
| Seconda metà XX secolo                    | Seconda metà XX secolo | Seconda metà XX secolo  | Seconda metà XX secolo | Seconda metà XX secolo | Seconda metà XX secolo                                     |
| Data                                      | Nome                   | Designazione            | Immagine               | Pianeta/Designazione   | Riferimenti/Note                                           |
| ----------------------------------------- | ---------------------- | ----------------------- | ---------------------- | ---------------------- | ---------------------------------------------------------- |
| 1960                                      |                        |                         |                        |                        |                                                            |
| i: 15 dicembre 1966 p: 3 gennaio 1967     | Giano*                 | S/1966 S 2              |                        | Saturno X              | Dollfus (Dollfus potrebbe aver visto anche Epimeteo)       |
| i: 18 dicembre 1966 p: 6 gennaio 1967     | Epimeteo*              | S/1980 S 3              |                        | Saturno XI             | Walker                                                     |
| 1970                                      |                        |                         |                        |                        |                                                            |
| i: 11 settembre 1974 p: 20 settembre 1974 | Leda                   | Leda                    |                        | Giove XIII             | Kowal                                                      |
| i: 30 settembre 1975 p: 3 ottobre 1975    | Temisto*               | S/1975 J 1              |                        | Giove XVIII            | Kowal (Scoperto e in seguito perso)                        |
| i: 13 aprile 1978 o: 22 giugno 1978       | Caronte                | S/1978 P 1              |                        | Plutone I              | Christy                                                    |
| i: 8 luglio 1979 p: 23 novembre 1979      | Adrastea               | S/1979 J 1              |                        | Giove XV               | Jewitt, Danielson / Voyager 2                              |
| 1980                                      |                        |                         |                        |                        |                                                            |
| Data                                      | Nome                   | Designazione            | Immagine               | Pianeta/Designazione   | Riferimenti/Note                                           |
| i: 26 febbraio 1980 p: 6 marzo 1980       | Epimeteo*              | S/1980 S 3              |                        | Saturno XI             | (Confermato dalla sonda Voyager 1)                         |
| i: 1º marzo 1980 p: 6 marzo 1980          | Elena                  | S/1980 S 6              |                        | Saturno XII            | Laques, Lecacheux                                          |
| i: 8 aprile 1980 p: 10 aprile 1980        | Telesto                | S/1980 S 13             |                        | Saturno XIII           | Smith, Reitsema, Larson, Fountain, Voyager 1               |
| i: 5 marzo 1979 p: 28 aprile 1980         | Tebe                   | S/1979 J 2              |                        | Giove XIV              | Synnott, Voyager 1                                         |
| i: 19 febbraio 1980 p: 6 giugno 1980      | Giano*                 | S/1980 S 1              |                        | Saturno X              | (Confermato dalla sonda Voyager 1)                         |
| i: 13 marzo 1980 p: 31 luglio 1980        | Calipso                | S/1980 S 25             |                        | Saturno XIV            | Pascu, Seidelmann, Baum, Currie                            |
| i:4 marzo 1979 p: 26 agosto 1980          | Metis                  | S/1979 J 3              |                        | Giove XVI              | Synnott, Voyager 1                                         |
| o: Ottobre 1980 p: Ottobre 31 1980        | Prometeo               | S/1980 S 27             |                        | Saturno XVI            | Collins, Voyager 1                                         |
| o: Ottobre 1980 p: Ottobre 31 1980        | Pandora                | S/1980 S 26             |                        | Saturno XVII           | Collins, Voyager 1                                         |
| o: Ottobre 1980 p: 13 novembre 1980       | Atlante                | S/1980 S 28             |                        | Saturno XV             | Terrile, Voyager 1                                         |
| i: 24 maggio 1981 p: 29 maggio 1981       | Larissa*               | S/1981 N 1 = S/1989 N 2 |                        | Nettuno VII            | Reitsema, Hubbard, Lebofsky, Tholen, Voyager 2             |
| i: 30 dicembre 1985 p: 9 gennaio 1986     | Puck                   | S/1985 U 1              |                        | Urano XV               | Synnott, Voyager 2                                         |
| i: 3 gennaio 1986 p: 16 gennaio 1986      | Giulietta              | S/1986 U 2              |                        | Urano XI               | Synnott, Voyager 2                                         |
| i: 3 gennaio 1986 p: 16 gennaio 1986      | Porzia                 | S/1986 U 1              |                        | Urano XII              | Synnott, Voyager 2                                         |
| i: 9 gennaio 1986 p: 16 gennaio 1986      | Cressida               | S/1986 U 3              |                        | Urano IX               | Synnott, Voyager 2                                         |
| i: 13 gennaio 1986 p: 16 gennaio 1986     | Desdemona              | S/1986 U 6              |                        | Urano X                | Synnott, Voyager 2                                         |
| i: 13 gennaio 1986 p: 16 gennaio 1986     | Rosalinda              | S/1986 U 4              |                        | Urano XIII             | Synnott, Voyager 2                                         |
| i: 13 gennaio 1986 p: 16 gennaio 1986     | Belinda                | S/1986 U 5              |                        | Urano XIV              | Synnott, Voyager 2                                         |
| i: 20 gennaio 1986 p: 27 gennaio 1986     | Cordelia               | S/1986 U 7              |                        | Urano VI               | Terrile, Voyager 2                                         |
| i: 20 gennaio 1986 p: 27 gennaio 1986     | Ofelia                 | S/1986 U 8              |                        | Urano VII              | Terrile, Voyager 2                                         |
| i: 23 gennaio 1986 p: 27 gennaio 1986     | Bianca                 | S/1986 U 9              |                        | Urano VIII             | Smith, Voyager 2                                           |
| i: 16 giugno 1989 p: 7 luglio 1989        | Proteo                 | S/1989 N 1              |                        | Nettuno VIII           | Synnott, Voyager 2                                         |
| i: 28 luglio 1989 p: 2 agosto 1989        | Despina                | S/1989 N 3              |                        | Nettuno V              | Synnott, Voyager 2                                         |
| i: 28 luglio 1989 p: 2 agosto 1989        | Galatea                | S/1989 N 4              |                        | Nettuno VI             | Synnott, Voyager 2                                         |
| i: 18 settembre 1989 p: 29 settembre 1989 | Talassa                | S/1989 N 5              |                        | Nettuno IV             | Terrile, Voyager 2                                         |
| i: 18 settembre 1989 p: 29 settembre 1989 | Naiade                 | S/1989 N 6              |                        | Nettuno III            | Terrile, Voyager 2                                         |
| 1990                                      |                        |                         |                        |                        |                                                            |
| Data                                      | Nome                   | Designazione            | Immagine               | Pianeta/Designazione   | Riferimenti/Note                                           |
| i: 22 agosto 1981 p: 16 luglio 1990       | Pan*                   | S/1981 S 13             |                        | Saturno XVIII          | Showalter, Voyager 2                                       |
| i: 23 agosto 1981 p: 14 aprile 1995       | Pallene* (vedi oltre)  | S/1981 S 14 =S/2004 S 2 |                        |                        | Gordon, Murray e Beurle                                    |
| i: 6 settembre 1997 p: 31 ottobre 1997    | Calibano               | S/1997 U 1              |                        | Urano XVI              | Gladman, Nicholson, Burns, Kavelaars                       |
| i: 6 settembre 1997 p: 31 ottobre 1997    | Sicorace               | S/1997 U 2              |                        | Urano XVII             | Gladman, Nicholson, Burns, Kavelaars                       |
| i: 18 gennaio 1986 p: 18 maggio 1999      | Perdita*               | S/1986 U 10             |                        | Urano XXV              | Karkoschka, Voyager 2                                      |
| i: 18 luglio 1999 p: 27 luglio 1999       | Setebos                | S/1999 U 1              |                        | Urano XIX              | Kavelaars, Gladman, Holman, Petit, Scholl                  |
| i: 18 luglio 1999 p: 27 luglio 1999       | Stefano                | S/1999 U 2              |                        | Urano XX               | Gladman, Holman, Kavelaars, Petit, Scholl                  |
| i: 18 luglio 1999 p: 4 settembre 1999     | Prospero               | S/1999 U 3              |                        | Urano XVIII            | Holman, Kavelaars, Gladman, Petit, Scholl                  |
| 2000                                      |                        |                         |                        |                        |                                                            |
| Data                                      | Nome                   | Designazione            | Immagine               | Pianeta/Designazione   | Riferimenti/Note                                           |
| i: 6 ottobre 1999 p: 20 luglio 2000       | Calliroe               | S/1999 J 1              |                        | Giove XVII             | Scotti, Spahr, McMillan, Larsen, Montani, Gleason, Gehrels |
| i: 7 agosto 2000 p: 25 ottobre 2000       | Ymir                   | S/2000 S 1              |                        | Saturno XIX            | Gladman                                                    |
| i: 7 agosto 2000 p: 25 ottobre 2000       | Paaliaq                | S/2000 S 2              |                        | Saturno XX             | Gladman                                                    |
| i: 23 settembre 2000 p: 25 ottobre 2000   | Siarnaq                | S/2000 S 3              |                        | Saturno XXIX           | Gladman, Kavelaars                                         |
| i: 23 settembre 2000 p: 25 ottobre 2000   | Tarvos                 | S/2000 S 4              |                        | Saturno XXI            | Kavelaars, Gladman                                         |
| i: 7 agosto 2000 p: 18 novembre 2000      | Kiviuq                 | S/2000 S 5              |                        | Saturno XXIV           | Gladman                                                    |
| i: 23 settembre 2000 p: 18 novembre 2000  | Ijiraq                 | S/2000 S 6              |                        | Saturno XXII           | Kavelaars, Gladman                                         |
| i: 21 novembre 2000 p: 25 novembre 2000   | Temisto*               | S/2000 J 1              |                        | Giove XVIII            | Sheppard, Jewitt, Fernández, Magnier (Riscoperto)          |
| i: 23 settembre 2000 p: 7 dicembre 2000   | Thrymr                 | S/2000 S 7              |                        | Saturno XXX            | Gladman, Kavelaars                                         |
| i: 23 settembre 2000 p: 7 dicembre 2000   | Skathi                 | S/2000 S 8              |                        | Saturno XXVII          | Kavelaars, Gladman                                         |
| i: 23 settembre 2000 p: 7 dicembre 2000   | Mundilfari             | S/2000 S 9              |                        | Saturno XXV            | Gladman, Kavelaars                                         |
| i: 23 settembre 2000 p: 7 dicembre 2000   | Erriapo                | S/2000 S 10             |                        | Saturno XXVIII         | Kavelaars, Gladman                                         |
| i: 9 novembre 2000 p: 19 dicembre 2000    | Albiorix               | S/2000 S 11             |                        | Saturno XXVI           | Holman, Spahr                                              |
| i: 23 settembre 2000 p: 22 dicembre 2000  | Suttungr               | S/2000 S 12             |                        | Saturno XXIII          | Gladman, Kavelaars                                         |
| Data                                      | Nome                   | Designazione            | Immagine               | Pianeta/Designazione   | Riferimenti/Note                                           |

## XXI secolo
| XXI secolo                                                 | XXI secolo  | XXI secolo              | XXI secolo      | XXI secolo           | XXI secolo |
| Data                                                       | Nome        | Designazione            | Immagine        | Pianeta/Designazione | Riferimenti/Note |
| ---------------------------------------------------------- | ----------- | ----------------------- | --------------- | -------------------- | --- |
| 2000                                                       |             |                         |                 |                      | |
| i: 23 novembre 2000 p: 5 gennaio 2001                      | Calice      | S/2000 J 2              |                 | Giove XXIII          | Sheppard, Jewitt, Fernández, Magnier, Dahm, Evans                                                                                          |
| i: 23 novembre 2000 p: 5 gennaio 2001                      | Giocasta    | S/2000 J 3              |                 | Giove XXIV           | Sheppard, Jewitt, Fernández, Magnier, Dahm, Evans                                                                                          |
| i: 23 novembre 2000 p: 5 gennaio 2001                      | Erinome     | S/2000 J 4              |                 | Giove XXV            | Sheppard, Jewitt, Fernández, Magnier, Dahm, Evans                                                                                          |
| i: 23 novembre 2000 p: 5 gennaio 2001                      | Arpalice    | S/2000 J 5              |                 | Giove XXII           | Sheppard, Jewitt, Fernández, Magnier, Dahm, Evans                                                                                          |
| i: 23 novembre 2000 p: 5 gennaio 2001                      | Isonoe      | S/2000 J 6              |                 | Giove XXVI           | Sheppard, Jewitt, Fernández, Magnier, Dahm, Evans                                                                                          |
| i: 23 novembre 2000 p: 5 gennaio 2001                      | Prassidice  | S/2000 J 7              |                 | Giove XXVII          | Sheppard, Jewitt, Fernández, Magnier, Dahm, Evans                                                                                          |
| i: 25 novembre 2000 p: 5 gennaio 2001                      | Megaclite   | S/2000 J 8              |                 | Giove XIX            | Sheppard, Jewitt, Fernández, Magnier, Dahm, Evans                                                                                          |
| i: 25 novembre 2000 p: 5 gennaio 2001                      | Taigete     | S/2000 J 9              |                 | Giove XX             | Sheppard, Jewitt, Fernández, Magnier, Dahm, Evans                                                                                          |
| i: 26 novembre 2000 p: 5 gennaio 2001                      | Caldene     | S/2000 J 10             |                 | Giove XXI            | Sheppard, Jewitt, Fernández, Magnier, Dahm, Evans                                                                                          |
| i: 5 dicembre 2000 p: 5 gennaio 2001                       | Dia         | S/2000 J 10             |                 | Giove LIII           | Sheppard, Jewitt, Fernández, Magnier, Dahm, Evans                                                                                          |
| Data                                                       | Nome        | Designazione            | Immagine        | Pianeta/Designazione | Riferimenti/Note |
| i: 9 dicembre, 2001 p: 16 maggio, 2002                     | Ermippe     | S/2001 J 3              |                 | Giove XXX            | Sheppard, Jewitt, Kleyna |
| i: 9 dicembre, 2001 p: 16 maggio, 2002                     | Euridome    | S/2001 J 4              |                 | Giove XXXII          | Sheppard, Jewitt, Kleyna |
| i: 9 dicembre, 2001 p: 16 maggio, 2002                     | Sponde      | S/2001 J 5              |                 | Giove XXXVI          | Sheppard, Jewitt, Kleyna |
| i: 9 dicembre, 2001 p: 16 maggio, 2002                     | Cale        | S/2001 J 8              |                 | Giove XXXVII         | Sheppard, Jewitt, Kleyna |
| i: 10 dicembre 2001 p: 16 maggio 2002                      | Autonoe     | S/2001 J 1              |                 | Giove XXVIII         | Sheppard, Jewitt, Kleyna |
| i: 11 dicembre, 2001 p: 16 maggio, 2002                    | Tione       | S/2001 J 2              |                 | Giove XXIX           | Sheppard, Jewitt, Kleyna |
| i: 11 dicembre, 2001 p: 16 maggio, 2002                    | Pasitea     | S/2001 J 6              |                 | Giove XXXVIII        | Sheppard, Jewitt, Kleyna |
| i: 11 dicembre, 2001 p: 16 maggio, 2002                    | Euante      | S/2001 J 7              |                 | Giove XXXIII         | Sheppard, Jewitt, Kleyna |
| i: 11 dicembre, 2001 p: 16 maggio, 2002                    | Ortosia     | S/2001 J 9              |                 | Giove XXXV           | Sheppard, Jewitt, Kleyna |
| i: 11 dicembre, 2001 p: 16 maggio, 2002                    | Euporia     | S/2001 J 10             |                 | Giove XXXIV          | Sheppard, Jewitt, Kleyna |
| i: 11 dicembre, 2001 p: 16 maggio, 2002                    | Etna        | S/2001 J 11             |                 | Giove XXXI           | Sheppard, Jewitt, Kleyna |
| i: 13 agosto 2001 p: 30 settembre 2002                     | Trinculo    | S/2001 U 1              |                 | Urano XXI            | Holman, Kavelaars, Milisavljevic |
| i: 31 ottobre 2002 p: 18 dicembre 2002                     | Arche       | S/2002 J 1              |                 | Giove XLIII          | Sheppard, Meech, Hsieh, Tholen, Tonry |
| Data                                                       | Nome        | Designazione            | Immagine        | Pianeta/Designazione | Riferimenti/Note |
| i: 23 luglio 2002 p: 13 gennaio 2003                       | Sao         | S/2002 N 2              |                 | Nettuno XI           | Holman, Kavelaars, Grav, Fraser, Milisavljevic                                                                                             |
| i: 10 agosto 2002 p: 13 gennaio 2003                       | Alimede     | S/2002 N 1              | Nettuno IX      |                      | Holman, Kavelaars, Grav, Fraser, Milisavljevic                                                                                             |
| i: 11 agosto 2002 p: 13 gennaio 2003                       | Laomedea    | S/2002 N 3              | Nettuno XII     |                      | Holman, Kavelaars, Grav, Fraser, Milisavljevic                                                                                             |
| i: 5 febbraio 2003 p: 4 marzo 2003                         | Eucelade    | S/2003 J 1              |                 | Giove XLVII          | Sheppard, Jewitt, Kleyna, Fernández, Hsieh                                                                                                 |
| i: 5 febbraio 2003 p: 4 marzo 2003                         | S/2003 J 2  |                         |                 |                      | Sheppard, Jewitt, Kleyna, Fernández, Hsieh                                                                                                 |
| i: 5 febbraio 2003 p: 4 marzo 2003                         | Eufeme      | S/2003 J 3              |                 | Giove LX             | Sheppard, Jewitt, Kleyna, Fernández, Hsieh                                                                                                 |
| i: 5 febbraio 2003 p: 4 marzo 2003                         | S/2003 J 4  |                         |                 |                      | Sheppard, Jewitt, Kleyna, Fernández, Hsieh                                                                                                 |
| i: 6 febbraio 2003 p: 4 marzo 2003                         | Eirene      | S/2003 J 5              |                 | Giove LVII           | Sheppard, Jewitt, Kleyna, Fernández, Hsieh                                                                                                 |
| i: 6 febbraio 2003 p: 4 marzo 2003                         | Elice       | S/2003 J 6              |                 | Giove XLV            | Sheppard, Jewitt, Kleyna, Fernández, Hsieh                                                                                                 |
| i: 8 febbraio 2003 p: 4 marzo 2003                         | Aede        | S/2003 J 7              |                 | Giove XLI            | Sheppard, Jewitt, Kleyna, Fernández, Hsieh                                                                                                 |
| i: 8 febbraio 2003 p: 6 marzo 2003                         | Egemone     | S/2003 J 8              |                 | Giove XXXIX          | Sheppard, Jewitt, Kleyna, Fernández |
| i: 6 febbraio 2003 p: 7 marzo 2003                         |             | S/2003 J 9              |                 |                      | Sheppard, Jewitt, Kleyna, Fernández |
| i: 6 febbraio 2003 p: 7 marzo 2003                         | S/2003 J 10 |                         |                 |                      | Sheppard, Jewitt, Kleyna, Fernández |
| i: 6 febbraio 2003 p: 7 marzo 2003                         | Callicore   | S/2003 J 11             |                 | Giove XLIV           | Sheppard, Jewitt, Kleyna, Fernández |
| i: 8 febbraio 2003 p: 7 marzo 2003                         |             | S/2003 J 12             |                 |                      | Sheppard, Jewitt, Kleyna, Fernández |
| i: 9 febbraio 2003 p: 2 aprile 2003                        | Cillene     | S/2003 J 13             |                 | Giove XLVIII         | Sheppard, Jewitt, Kleyna |
| i: 8 febbraio 2003 p: 3 aprile 2003                        | Core        | S/2003 J 14             |                 | Giove XLIX           | Sheppard, Jewitt, Kleyna |
| i: 6 febbraio 2003 p: 3 aprile 2003                        | Filofrosine | S/2003 J 15             |                 | Giove LVIII          | Sheppard, Jewitt, Kleyna, Fernández |
| i: 6 febbraio 2003 p: 3 aprile 2003                        |             | S/2003 J 16             |                 |                      | Gladman, Sheppard, Jewitt, Kleyna, Kavelaars, Petit, Allen                                                                                 |
| i: 8 febbraio 2003 p: 3 aprile 2003                        | Erse        | S/2003 J 17             |                 | Giove L              | Gladman, Sheppard, Jewitt, Kleyna, Kavelaars, Petit, Allen                                                                                 |
| i: 6 febbraio 2003 p: 4 aprile 2003                        |             | S/2003 J 18             |                 | Giove LV             | Gladman, Kavelaars, Petit, Allen, Sheppard, Jewitt, Kleyna                                                                                 |
| i: 5 febbraio 2003 p: 8 aprile 2003                        | Narvi       | S/2003 S 1              |                 | Saturno XXXI         | Sheppard, Jewitt, Kleyna |
| i: 6 febbraio, 2003 p: 12 aprile 2003                      |             | S/2003 J 19             |                 | Giove LXI            | Gladman, Sheppard, Jewitt, Kleyna, Kavelaars, Petit, Allen                                                                                 |
| i: 9 febbraio 2003 p: 14 aprile 2003                       | Carpo       | S/2003 J 20             |                 | Giove XLVI           | Sheppard, Gladman, Kavelaars, Petit, Allen, Jewitt, Kleyna                                                                                 |
| i: 6 febbraio 2003 p: 29 maggio 2003                       | Mneme       | S/2003 J 21             |                 | Giove XL             | Sheppard, Jewitt, Kleyna, Gladman, Kavelaars, Petit, Allen                                                                                 |
| i: 18 gennaio 1986 p: 3 settembre 2003                     | Perdita*    | S/1986 U 10             |                 | Urano XXV            | Karkoschka (Riscoperta dal telescopio spaziale Hubble)                                                                                     |
| i: 29 agosto 2003 p: 3 settembre 2003                      | Psamate     | S/2003 N 1              |                 | Nettuno X            | Jewitt, Kleyna, Sheppard, Holman, Kavelaars                                                                                                |
| i: 25 agosto 2003 p: 25 settembre 2003                     | Mab         | S/2003 U 1              |                 | Urano XXVI           | Showalter, Lissauer |
| i: 25 agosto 2003 p: 25 settembre 2003                     | Cupido      | S/2003 U 2              |                 | Urano XXVII          | Showalter, Lissauer |
| i: 13 agosto 2001 p: 30 settembre 2003                     | Ferdinando* | S/2001 U 2              |                 | Urano XXIV           | 2001: Holman, Kavelaars, Milisavljevic; 2003: Scott S. Sheppard, David C. Jewitt                                                           |
| i: 14 agosto 2002 p: 30 settembre 2003                     | Neso*       | S/2002 N 4              |                 | Nettuno XIII         | Holman, Kavelaars, Grav, Fraser, Milisavljevic                                                                                             |
| i: 13 agosto 2001 p: 8 ottobre 2003                        | Francisco*  | S/2001 U 3              |                 | Urano XXII           | Holman, Kavelaars, Milisavljevic, Gladman                                                                                                  |
| i: 29 agosto 2003 p: 9 ottobre 2003                        | Margherita  | S/2003 U 3              |                 | Urano XXIII          | Sheppard, Jewitt |
| Data                                                       | Nome        | Designazione            | Immagine        | Pianeta/Designazione | Riferimenti/Note |
| i: 9 febbraio 2003 p: 24 gennaio 2004                      | Telsinoe*   | S/2003 J 22             |                 | Giove XLII           | Sheppard, Jewitt, Kleyna, Gladman, Kavelaars, Petit, Allen (From images taken in 2003)                                                     |
| i: 6 febbraio 2003 p: 31 gennaio 2004                      |             | S/2003 J 23*            |                 |                      | Sheppard, Jewitt, Kleyna, Fernández |
| i: 1º giugno 2004 p: 16 agosto 2004                        | Metone*     | S/2004 S 1              |                 | Saturno XXXII        | Porco, Charnoz, Brahic, Dones / Cassini-Huygens                                                                                            |
| i: 1º giugno 2004 p: 16 agosto 2004                        | Pallene     | S/2004 S 2 =S/1981 S 14 |                 | Saturno XXXIII       | Porco, Charnoz, Brahic, Dones / Cassini-Huygens                                                                                            |
| i: 21 giugno 2004 p: 9 settembre 2004                      |             | S/2004 S 3              |                 |                      | Murray, Porco et al. / Cassini-Huygens |
| i: 21 luglio? 2004 p: 9 settembre 2004                     |             | S/2004 S 4              |                 |                      | Spitale, Porco et al. / Cassini-Huygens |
| i: 21 ottobre 2004 o: 24 ottobre 2004 p: 8 novembre 2004   | Polluce     | S/2004 S 5              |                 | Saturno XXXIV        | Porco et al. / Cassini-Huygens |
| i: 28 ottobre 2004 p: 8 novembre 2004                      |             | S/2004 S 6              |                 |                      | Porco et al. / Cassini-Huygens |
| Data                                                       | Nome        | Designazione            | Immagine        | Pianeta/Designazione | Riferimenti/Note |
| i: 12 dicembre 2004 p: 3 maggio 2005                       |             | S/2004 S 7              |                 |                      | Sheppard, Jewitt, Kleyna, Marsden |
| i: 12 dicembre 2004 p: 3 maggio 2005                       | Fornjot     | S/2004 S 8              | Saturno XLII    |                      | Sheppard, Jewitt, Kleyna, Marsden |
| i: 12 dicembre 2004 p: 3 maggio 2005                       | Farbauti    | S/2004 S 9              | Saturno XL      |                      | Sheppard, Jewitt, Kleyna, Marsden |
| i: 12 dicembre 2004 p: 3 maggio 2005                       | Ægir        | S/2004 S 10             | Saturno XXXVI   |                      | Sheppard, Jewitt, Kleyna, Marsden |
| i: 12 dicembre 2004 p: 3 maggio 2005                       | Bebhionn    | S/2004 S 11             | Saturno XXXVII  |                      | Sheppard, Jewitt, Kleyna, Marsden |
| i: 12 dicembre 2004 p: 3 maggio 2005                       | S/2004 S 12 |                         |                 |                      | Sheppard, Jewitt, Kleyna, Marsden |
| i: 12 dicembre 2004 p: 3 maggio 2005                       | S/2004 S 13 |                         |                 |                      | Sheppard, Jewitt, Kleyna, Marsden |
| i: 12 dicembre 2004 p: 3 maggio 2005                       | Hati        | S/2004 S 14             | Saturno XLIII   |                      | Sheppard, Jewitt, Kleyna, Marsden |
| i: 12 dicembre 2004 p: 3 maggio 2005                       | Bergelmir   | S/2004 S 15             | Saturno XXXVIII |                      | Sheppard, Jewitt, Kleyna, Marsden |
| i: 13 dicembre 2004 p: 3 maggio 2005                       | Fenrir      | S/2004 S 16             |                 | Saturno XLI          | Sheppard, Jewitt, Kleyna, Marsden |
| i: 13 dicembre 2004 p: 3 maggio 2005                       | S/2004 S 17 |                         |                 |                      | Sheppard, Jewitt, Kleyna, Marsden |
| i: 13 dicembre 2004 p: 3 maggio 2005                       | Bestla      | S/2004 S 18             | Saturno XXXIX   |                      | Sheppard, Jewitt, Kleyna, Marsden |
| i: 28 dicembre 2004 p: 29 luglio 2005                      | Haumea      | 2003 EL61               |                 | Pianeta nano         | Brown et al. |
| i: p:                                                      | Hiʻiaka     | S/2005 (2003 EL61) 1    |                 |                      | |
| i: p:29 novembre 2005                                      | Namaka      | S/2005 (2003 EL61) 2    |                 |                      | |
| i: 31 marzo 2005 p: 29 luglio 2005                         | Makemake    | 2005 FY9                |                 | Pianeta nano         | Brown, Trujillo, Rabinowitz |
| i: 1º maggio 2005 p: 6 maggio 2005                         | Dafni       | S/2005 S 1              |                 | Saturno XXXV         | Porco et al. / Cassini-Huygens |
| i: 21 ottobre 2003 o: 5 gennaio 2005 p: 29 giugno 2005     | Eris        | 2003 UB313              |                 | Pianeta nano         | Brown, Trujillo and Rabinowitz |
| i: 10 settembre 2005 p: 3 ottobre 2005                     | Disnomia    | S/2005 (2003 UB313) 1   |                 | Eris I               | Brown, van Dam, Bouchez, Le Mignant, Campbell, Chin, Conrad, Hartman, Johansson, Lafon, Rabinowitz, Stomski, Summers, Trujillo, Wizinowich |
| i: 15 maggio 2005 o: 15 giugno 2005 p: 31 ottobre 2005     | Notte       | S/2005 P 2              |                 | Plutone II           | Weaver, Stern, Mutchler, Steffl, Buie, Merline, Spencer, Young, Young                                                                      |
| i: 15 maggio 2005 o: 15 giugno 2005 p: 31 ottobre 2005     | Idra        | S/2005 P 1              |                 | Pluto III            | Weaver, Stern, Mutchler, Steffl, Buie, Merline, Spencer, Young, Young                                                                      |
| Data                                                       | Nome        | Designazione            | Immagine        | Pianeta/Designazione | Riferimenti/Note |
| i: 12 dicembre 2004 o: 6 marzo 2006(?) p: 26 giugno 2006   | Hyrrokkin   | S/2004 S 19             |                 | Saturno XLIV         | Sheppard, Jewitt, Kleyna |
| i: 4 gennaio 2006 o: 6 marzo 2006(?) p: 26 giugno 2006     |             | S/2006 S 1              |                 |                      | Sheppard, Jewitt, Kleyna |
| i: 4 gennaio 2006 o: 6 marzo 2006(?) p: 26 giugno 2006     | Kari        | S/2006 S 2              | Saturno XLV     |                      | Sheppard, Jewitt, Kleyna |
| i: gennaio 2006 o: 6 marzo 2006 (?) p: 26 giugno 2006      |             | S/2006 S 3              |                 |                      | Sheppard, Jewitt, Kleyna |
| i: gennaio 2006 o: 6 marzo 2006 (?) p: 26 giugno 2006      | Greip       | S/2006 S 4              | Saturno LI      |                      | Sheppard, Jewitt, Kleyna |
| i: gennaio 2006 o: 6 marzo 2006 (?) p: 26 giugno 2006      | Loge        | S/2006 S 5              | Saturno XLVI    |                      | Sheppard, Jewitt, Kleyna |
| i: gennaio 2006 o: 6 marzo 2006 (?) p: 26 giugno 2006      | Jarnsaxa    | S/2006 S 6              | Saturno L       |                      | Sheppard, Jewitt, Kleyna |
| i: gennaio 2006 o: 6 marzo 2006 (?) p: 26 giugno 2006      | Surtur      | S/2006 S 7              | Saturno XLVIII  |                      | Sheppard, Jewitt, Kleyna |
| i: gennaio 2006 o: 6 marzo 2006 (?) p: 26 giugno 2006      | Skoll       | S/2006 S 8              | Saturno XLVII   |                      | Sheppard, Jewitt, Kleyna |
| i: 5 gennaio 2006 o: 16 gennaio 2007 (?) p: 13 aprile 2007 | Tarqeq      | S/2007 S 1              |                 | Saturno LII          | Sheppard, Jewitt, Kleyna |
| i: 18 gennaio 2007 o: p: 1º maggio 2007                    |             | S/2007 S 2              |                 |                      | Sheppard, Jewitt, Kleyna |
| i: 18 gennaio 2007 o: p: 1º maggio 2007                    | S/2007 S 3  |                         |                 |                      | Sheppard, Jewitt, Kleyna |
| i: giugno 2004 o: 30 maggio 2007 p: 18 luglio 2007         | Antea       | S/2007 S 4              |                 | Saturno XLIX         | Porco / Cassini-Huygens |
| i: 15 agosto 2008 p: 3 marzo 2009                          | Egeone      | S/2008 S 1              |                 | Saturno LIII         | Cassini-Huygens |
| i: 26 luglio 2009 o: ? p: 2 novembre 2009                  |             | S/2009 S 1              |                 | —                    | Cassini–Huygens |
| 2010                                                       |             |                         |                 |                      | |
| Data                                                       | Nome        | Designazione            | Immagine        | Pianeta/Designazione | Riferimenti/Note |
| i: 7 settembre 2010 p: 1º luglio 2011                      |             | S/2010 J 1              | —               | Giove LI             | Jacobson, Brozovic, Gladman e Alexandersen                                                                                                 |
| i: 7 settembre 2010 p: 1º luglio 2011                      | S/2010 J 2  | —                       | Giove LII       | Veillet              | |
| i: 28 giugno 2011 p: 20 luglio 2011                        | Cerbero     | S/2011 (134340) 1       |                 | Pluto IV             | Showalter |
| i: 27 settembre 2011 p: 29 gennaio 2012                    |             | S/2011 J 1              | —               | Giove LXXII          | Sheppard |
| i: 27 settembre 2011 p: 29 gennaio 2012                    | S/2011 J 2  | —                       | Giove LVI       |                      | Sheppard |
| i: 26 giugno 2012 p: 11 luglio 2012                        | Stige       | S/2012 (134340) 1       |                 | Pluto V              | Showalter |
| i: 2004 o: 1º luglio 2013 p: 15 luglio 2013                | Ippocampo*  | S/2004 N 1              |                 | Nettuno XIV          | Showalter et al. |
| i: Aprile 2015 p: 26 Aprile 2016                           |             | S/2015 (136472) 1       | —               | —                    | Parker et al. |
| i: March 8, 2016 p: June 2, 2017                           |             | S/2016 J 1              | —               | Giove LIV            | Sheppard et al. |
| i: March 23, 2017 p: June 5, 2017                          | S/2017 J 1  | —                       | Giove LIX       |                      | Sheppard et al. |
| i: March 9, 2016 p: July 17, 2018                          | Valetudo    | S/2016 J 2              | —               | Giove LXII           | Sheppard et al. |
| i: February 5, 2016 o: March 23, 2017 p: July 17, 2018     |             | S/2017 J 2              | —               | Giove LXIII          | Sheppard et al. |
| i: February 5, 2016 o: March 23, 2017 p: July 17, 2018     | S/2017 J 3  | —                       | Giove LXIV      |                      | Sheppard et al. |
| i: March 23, 2017 p: July 17, 2018                         | Pandia      | S/2017 J 4              | —               | Giove LXV            | Sheppard et al. |
| i: March 23, 2017 p: July 17, 2018                         |             | S/2017 J 5              | —               | Giove LXVI           | Sheppard et al. |
| i: February 24, 2017 o: March 23, 2017 p: July 17, 2018    | S/2017 J 6  | —                       | Giove LXVII     |                      | Sheppard et al. |
| i: February 24, 2017 o: March 23, 2017 p: July 17, 2018    | S/2017 J 7  | —                       | Giove LXVIII    |                      | Sheppard et al. |
| i: March 23, 2017 p: July 17, 2018                         | S/2017 J 8  | —                       | Giove LXIX      |                      | Sheppard et al. |
| i: February 24, 2017 o: March 23, 2017 p: July 17, 2018    | S/2017 J 9  | —                       | Giove LXX       |                      | Sheppard et al. |
| i: March 25, 2017 o: May 11, 2018 p: July 17, 2018         | Ersa        | S/2018 J 1              | —               | Giove LXXI           | Sheppard et al. |
| i: December 12, 2004 p: October 7, 2019                    | Gridr       | S/2004 S 20             | —               | Saturno LIV          | Sheppard, Jewitt, Kleyna |
| i: December 12, 2004 p: October 7, 2019                    |             | S/2004 S 21             | —               | —                    | Sheppard, Jewitt, Kleyna |
| i: December 12, 2004 p: October 7, 2019                    | Angrboda    | S/2004 S 22             | —               | Saturno LV           | Sheppard, Jewitt, Kleyna |
| i: December 12, 2004 p: October 7, 2019                    | Skrymir     | S/2004 S 23             | —               | Saturno LVI          | Sheppard, Jewitt, Kleyna |
| i: December 12, 2004 p: October 7, 2019                    |             | S/2004 S 24             | —               | —                    | Sheppard, Jewitt, Kleyna |
| i: December 12, 2004 p: October 7, 2019                    | Gerd        | S/2004 S 25             | —               | Saturno LVII         | Sheppard, Jewitt, Kleyna |
| i: December 12, 2004 p: October 7, 2019                    |             | S/2004 S 26             | —               | Saturno LVIII        | Sheppard, Jewitt, Kleyna |
| i: December 12, 2004 p: October 7, 2019                    | Eggther     | S/2004 S 27             | —               | Saturno LIX          | Sheppard, Jewitt, Kleyna |
| i: December 12, 2004 p: October 7, 2019                    |             | S/2004 S 28             | —               | —                    | Sheppard, Jewitt, Kleyna |
| i: December 12, 2004 p: October 7, 2019                    |             | S/2004 S 29             | —               | Saturno LX           | Sheppard, Jewitt, Kleyna |
| i: December 12, 2004 p: October 7, 2019                    | Beli        | S/2004 S 30             | —               | Saturno LXI          | Sheppard, Jewitt, Kleyna |
| i: December 12, 2004 p: October 8, 2019                    |             |                         |                 |                      | Sheppard, Jewitt, Kleyna |
|                                                            | S/2004 S 31 | —                       | —               |                      | Sheppard, Jewitt, Kleyna |
| Gunnlod                                                    | S/2004 S 32 | —                       | Saturno LXII    |                      | Sheppard, Jewitt, Kleyna |
| Thiazzi                                                    | S/2004 S 33 | —                       | Saturno LXIII   |                      | Sheppard, Jewitt, Kleyna |
|                                                            | S/2004 S 34 | —                       | Saturno LXIV    |                      | Sheppard, Jewitt, Kleyna |
| Alvaldi                                                    | S/2004 S 35 | —                       | Saturno LXV     |                      | Sheppard, Jewitt, Kleyna |
|                                                            | S/2004 S 36 | —                       | —               |                      | Sheppard, Jewitt, Kleyna |
|                                                            | S/2004 S 37 | —                       | —               |                      | Sheppard, Jewitt, Kleyna |
| Geirrod                                                    | S/2004 S 38 | —                       | Saturno LXVI    |                      | Sheppard, Jewitt, Kleyna |
|                                                            | S/2004 S 39 | —                       | —               |                      | Sheppard, Jewitt, Kleyna |
| Data                                                       | Nome        | Designazione            | Immagine        | Pianeta/Designazione | Riferimenti/Note |